# Campylospermum louisii
Campylospermum louisii är en tvåhjärtbladig växtart som beskrevs av Biss. och Sosef. Campylospermum louisii ingår i släktet Campylospermum och familjen Ochnaceae. Inga underarter finns listade i Catalogue of Life.